# Kloster Hodoș-Bodrog

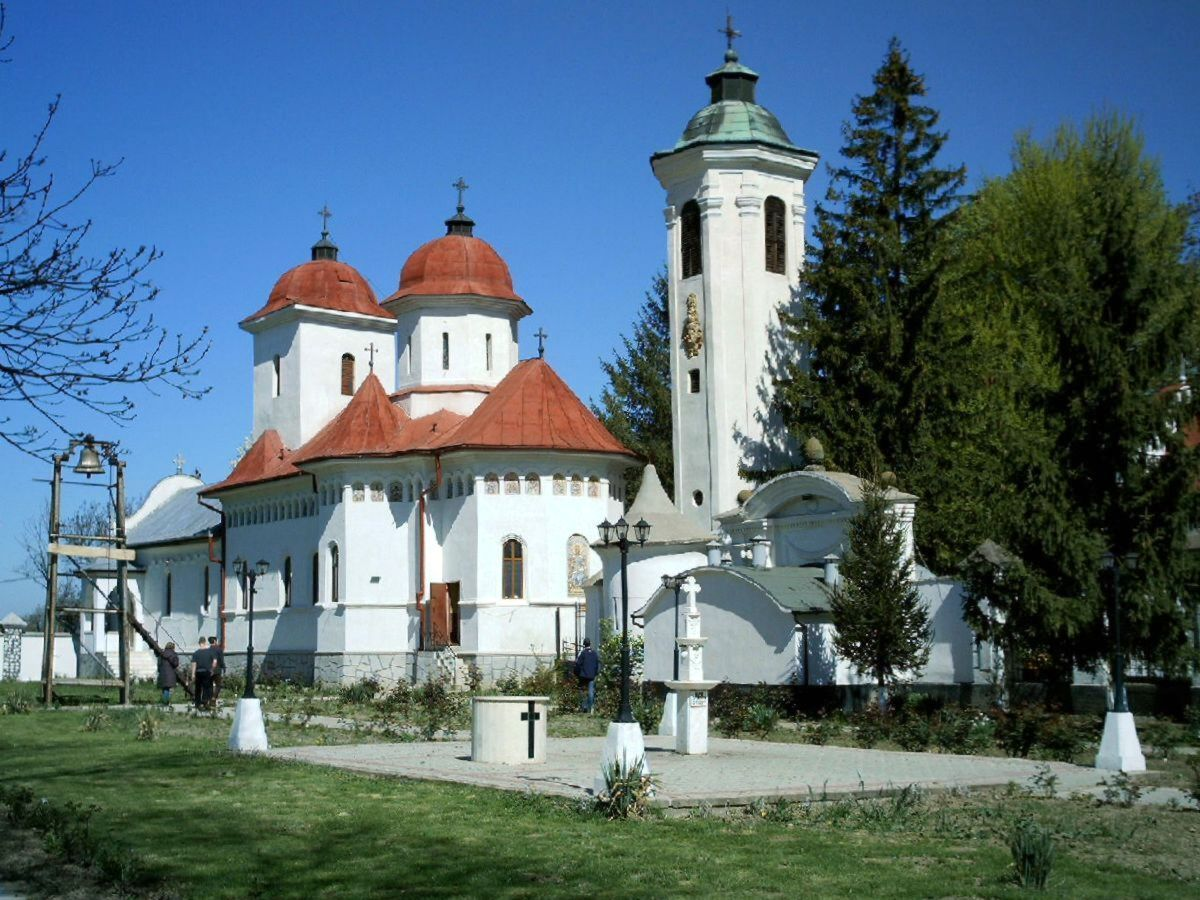
Das Kloster Hodoș-Bodrog

Das Kloster Hodoș-Bodrog (rumänisch Mănăstirea Hodoș-Bodrog) ist ein mittelalterliches rumänisch-orthodoxes Kloster am linken Maroschufer, in unmittelbarer Nähe des Naturparks Marosch-Auen, im Kreis Arad, in der historischen Region Banat auf der Gemarkung der Gemeinde Zădăreni. Das Kloster Hodoș-Bodrog wurde 1177 erstmals urkundlich erwähnt und ist eines der ältesten Klöster Rumäniens.

## Geschichte des Klosters
Das Kloster Hodoș–Bodrog liegt am Unterlauf der Marosch, 12 Kilometer westlich der Stadt Arad. Bis ins Jahr 1839 lag das Kloster am rechten Maroschufer und gehörte zu dem Dorf Bodrogu Vechi und zur Gemeinde Pecica. Da das Kloster von den Überschwemmungen der Marosch bedroht war, deren Ufer sich bis an die Mauern des Klosters ausdehnte, wurde im Jahr 1839 durch Eingreifen des Abts Grigore Chirilovici und mit Hilfe der territorialen Behörden aus Arad, die Marosch nordwestlich des Klosters umgeleitet.
Der Sage nach geht die Gründung des Klosters auf einen Auerochsen zurück, der hier eine wundervollbringende Ikone der Muttergottes mit Kind gefunden haben soll. Der Fund dieser Ikone soll den Klosterbau veranlasst haben.
Die erste urkundliche Erwähnung des Klosters datiert aus dem Jahre 1177. Andere Dokumente aus den Jahren 1213, 1233, 1278, 1293 erwähnen ein Kloster Hodoș. Im Jahr 1446 tritt ein Kloster Bodrog in Erscheinung. Seit dem Jahr 1784 wird die Doppelbezeichnung Hodoș-Bodrog verwendet.
Das Kloster ist heute ein Wallfahrtsort, zu Maria Himmelfahrt für die rumänische Bevölkerung im Banat.
In den letzten Jahren wurden Restaurierungen an der gesamten Klosteranlage durchgeführt, ein neuer Glockenturm und ein neues Eingangstor wurden errichtet.
Die im Osten gelegenen Gebäude wurden in der zweiten Hälfte des 18. Jahrhunderts gebaut, während die im Westen gelegene Kapelle und die Mönchszellen zwischen den Jahren 1904 und 1907 gebaut wurden. Das Kloster wurde im Jahr 1949 aufgelöst, im Jahr 1975 neugegründet und zwischen den Jahren 1979 und 1985 wieder instand gesetzt. Nach 1990 wurde eine Kirche, Mönchszellen, ein Refektorium, eine Klosterherberge, ein Museum mit einer reichen Sammlung von Heiligenbildern, alten Büchern und Kultgegenständen, gebaut.
Zurzeit leben 25 Mönche im Kloster.

## Beschreibung
Zum Klosterkomplex gehört ein Amtsgebäude, eine Abtwohnung, die Mönchszellen, mehrere Gebetsstätten und die Kirche. Im Inneren der Kirche werden auch heute noch der versteinerte Kopf des Auerochsen und die wundervollbringende Ikone verwahrt.
Die gegenwärtige Klosterkirche stammt aus dem Jahr 1370 und ist nach dem byzantinischen Trikonchos-Stil erbaut mit drei, dem Eingang entgegengesetzten Apsiden.
Im Inneren ist die Kirche mit Fresko bemalt. Die Freskomalerei des Malers Nicodim Diaconul stammt aus dem Jahr 1658. Die Restauration der Gemälde wurde zwischen den Jahren 1938–1940 von den Malern At. Damian und C. Cenan durchgeführt und zwischen den Jahren 2009–2010 von den Restauratoren Adriana Scărlătescu und Marius Oprea. Die Ikonostase wurde von dem Banater Bildhauer Busuioc geschaffen.
Die Außenseite der Kirche ist auf drei Seiten verputzt, die Nordseite ist mit äußeren Nischen dekoriert, einige mit Fresko von dem Maler E. Profeta im Jahre 1968 bemalt.
Während der Türkenherrschaft von 1552 bis 1690 diente das Kloster den Erzpriestern als Residenz. Im Jahr 1651 war der Metropolit Sofronie aus Russland hier zu Gast. Im 19. und 20. Jahrhundert diente die Kirche als Grabstätte der Arader Bischöfe.
Im Klostermuseum befindet sich eine mittelalterliche Bibliothek mit slawischen Kirchen-Handschriften aus dem 16. Jahrhundert und altrumänischen Büchern.
Ein Kleinod ist das Gesetzbuch „Indreptarea Legii“, das 1652 in Govora auf Veranlassung von Matei Basarab gedruckt wurde. Hier schrieb Sevastian Tabacovici 1835 eines der ersten rumänischen Theaterstücke „Jertfa lui Avram“ (deutsch Abrahams Opfer oder Opferung Isaaks).